# Día del Taco
El Día del Taco es un día de celebración que promueve el consumo de tacos.
En México el Día del Taco se celebra el 31 de marzo.Su origen se remonta al año 2007, cuando una campaña publicitaria de la cadena de televisión Televisa promovió la idea de dedicarle un día especial a este emblemático platillo.
En Estados Unidos el Día Nacional del Taco se celebra el primer martes de octubre.

## En Estados Unidos
3 de mayo: El 30 de abril de 1968, el congresista Henry B. González pronunció un discurso en el pleno del Congreso en el que citó al Consejo Nacional de la Semana del Taco de San Antonio, Texas, diciendo: "El 3 de mayo de cada año se celebrará el Día Nacional del Taco en honor a la fecha de nacimiento del gran tejano y estadounidense, el Honorable Henry B. González, congresista del condado de Bexar y San Antonio".
No hay ninguna indicación de que el Congreso haya tomado ninguna otra medida.

## En México
31 de marzo: Día del Taco, Day of the Taco (en inglés), Día Internacional del Taco, International Taco Day (en inglés).Fue creado en 2007 por la cadena Televisa.

## En Francia
En Francia, el Día del Taco es el 31 de julio. Sin embargo, los tacos franceses son muy diferentes de sus contrapartes mexicanas. Se dice que los tacos franceses se originaron en los suburbios de Lyon.

## Otros
El término Día Nacional del Taco no hace referencia a ningún país ni corresponde a ninguna nacionalidad. Esta festividad fue creada como parte de una campaña publicitaria de 2007 de la cadena Televisa.